# Лозовский, Иван Трофимович
Лозовский Иван Трофимович (1882, Херсонская губерния — декабрь 1919, Кривой Рог, Екатеринославская губерния) — участник революционных событий и гражданской войны на Украине, один из организаторов Висунской партизанской республики.

## Биография
Родился в 1882 году на территории нынешней Херсонской области.
По происхождению — из крестьян. Получил среднее образование. Вёл единоличное хозяйство.
В годы гражданской войны на территории Украины активно участвовал в революционном движении. В 1919 году вступил в Коммунистическую партию.
Один из организаторов и руководителей Висунской партизанской республики. В октябре 1919 года был избран военным комендантом посёлка Висунск, занимался разработкой и реализацией мероприятий по наведению революционной дисциплины, проведению мобилизации военнообязанных граждан для борьбы с войсками генерала Деникина, а также обеспечением республики оружием.
Погиб в декабре 1919 года в бою с деникинцами за станцию Долгинцево. Похоронен в братской могиле батуринцев в Кривом Роге.